# Gualtherus Carel Jacob Vosmaer
Gualtherus Carel Jacob Vosmaer (Oud-Beijerland, 19 augustus 1854 - Leiden, 23 september 1916) was een Nederlands zoöloog.

## Biografie
G.C.J. Vosmaer werd in 1854 geboren in Oud-Beijerland, waar zijn vader, de letterkundige Carel Vosmaer toen griffier was bij het kantongerecht. Hij studeerde in den Haag en nadien aan de universiteit van Leiden, waar hij promoveerde in 1880 op een proefschrift over sponsen ("Leucandra aspera en het Kanaalsysteem der sponzen"). Hij werd in 1882 assistent van Anton Dohrn op diens zoölogische station te Napels. In 1889 keerde hij terug naar Nederland en werd assistent van professor Hubrecht te Utrecht. Later werd hij privaatdocent en lector te Utrecht en in 1904 werd hij hoogleraar in de zoölogie te Leiden.

## Werk
Vosmaer was een specialist op het gebied van sponsdieren en beschreef vele soorten. In Napels onderzocht hij de sponsen in de Baai van Napels. Hij beschreef ook de sponsen die verzameld waren tijdens de expeditie van de Willem Barents naar de noordelijke Atlantische Oceaan en de Noordelijke IJszee in 1880-1881 en tijdens de Siboga-expeditie van 1899-1900.
Onder meer het geslacht Vosmaeropsis Dendy, 1893 is naar hem genoemd.